# Pál Jászay
Pál Jászay (deutsch Pal von Jaszay oder Paul Jaszay; * 9. Februar 1809 in Abaújszántó; † 29. Dezember 1852 ebenda) war ein ungarischer Jurist und Historiker.

## Leben
Jászay war ein Angehöriger einer ungarischen Adelsfamilie. Er besuchte um 1823/1824 das evangelische Lyzeum in Käsmark in der Zips, um dort die deutsche Sprache zu erlernen. Er wechselte an das reformierte Kollegium nach Sárospatak, wo er seine Studien 1829 beendete. Anschließend wurde beeideter Notar (Jurat) oder Gerichtsschreiber an der königlichen Tafel in Pest. Er begleitete den Grafen József Teleki, der 1832 Hofrat an der ungarischen Hofkanzlei in Wien wurde. Dieser verschaffte ihm eine Anstellung an dieser Hofstelle und beherbergte ihn 6 Jahre lang in seinem Haus. Jászay wurde zum  Hofkonzipisten ernannt und später Hofsekretär der ungarischen Hofkanzlei. Er behielt diese Stellung bis 1848, als er in sein Heimatland zurückkehrte. Dort fungierte er in Pest als Sekretär des Ministerpräsidenten Graf Lajos Batthyány. 1849 verließ er Pest und kehrte an seinen Geburtsort zurück. Dort starb er im Alter von 43 Jahren.

## Wirken
Ein Besonderes Verdienst Jászays ist die von ihm angefertigte Abschrift des sogenannten „Münchner Kodex“, auch als „Hussitenbibel“  bezeichnet, (Cod.hung. 1). Es handelt sich dabei um die erste ungarische Bibelübersetzung, die im Jahr 1466 angefertigt wurde. Er erhielt er den Auftrag zur Anfertigung einer genauen Abschrift durch den damaligen Präsidenten der Ungarischen Akademie der Wissenschaften Graf Teleki. Teleki hatte zu diesem Zweck Ende Dezember 1835 die Originalhandschrift in München ausgeliehen und unter Haftung der österreichischen Gesandtschaft nach Wien gebracht und von dort aus zur Abschrift an Jászay weitergegeben. Mit dieser Arbeit war er sechs Monate (täglich sechs Stunden lang) beschäftigt. Am 7. November 1836 wurde sie der Münchener Bibliothek wieder ausgehändigt. Diese Abschrift, kam in die Handschriftenabteilung der Ungarischen Akademie in Budapest. Das Manuskript wurde auch als Jászay-Kodex bezeichnet. Er war bis zu seinem Tod Korrespondierendes Mitglied der Kaiserlichen Akademie der Wissenschaften in Wien.

## Werke (Auswahl)
- mit Gàbor Döbrentei: Regi magyar Nyelvemlekek … Kiadta a magyar tudos tarsasag Döbrentei Gabor … felügyelese alatt: Foglalat. I. [A negy evangyeliomiro 1437–1441 közötti forditasanak] Tatrosi masolata 1466–böl [… vagy Müncheni. Codex.] II. Vegyes targyu regi magyar Iratok. 1540–1600. 1842 (ungarisch, books.google.de).
- A Magyar nemzet napjai a Moháczi rész után Kőtet 1 Pest 1846, Band 1 (Die Tage der ungarischen Nation nach der Niederlage bei Mohács), ein größtenteils nach archivalischen Quellen bearbeitetes Werk, das die Geschichte eines Zeitraums von nur fünf Monaten in umfassender Weise behandelt.
- Ferenc Toldy (Hrsg.): A magyar nemzet napjai a legrégibb időtől az Arany Bulláig. Emich in Komm, Pest 1855 (Annalen der ungarischen Nation von den ältesten Zeiten bis zur Goldenen Bulle).